# Stadion (metrostation)
Stadion is een metrostation van de Stockholmse metro in het stadsdeel Östermalm van de Stockholmse binnenstad en wordt bediend lijn T14 van de rode route. Het station dankt zijn naam aan het iets noordwestelijker gelegen stadion waar in 1912 de Olympische spelen plaatsvonden. Het thema van het station is dan ook Olympisch stadion, wat door diverse kunstwerken van de kunstenaars Åke Pallarp en Enno Hallek tot uitdrukking is gebracht, waaronder een grote uitvoering van het affiche van de Zomerspelen van 1912. In 1979 is nog een stalenbeeld (Modulskulptur) van Lars Erik Falk geplaatst bij de zuidelijke ingang.  
Het station ligt op 3,4 kilometer van Slussen. De perrons liggen in een kunstmatige grot op 4,4 meter onder zeeniveau en 25 meter onder het maaiveld van de wijk Bävern tussen de hoek Nybrogatan/Tyskbagergatan en de hoek Grev Turegatan/Valhallavägen. De beide perrons zijn gescheiden door een tussenwand en bedienen elk een rijrichting. Het station ligt precies noord-zuid, de zuidelijke ingang bevindt zich op de hoek van de Karlavägen en Nybrogatan 69, de noordelijke, de kant van het stadion, op de hoek van de Valhallavägen en de Grev Turegatan 86. 
Het station werd geopend op 30 september 1973. De perrons zijn gebouwd voor een achtwagentrein  (van de oudere series) terwijl het gelijktijdig geopende Tekniska högskolan al gebouwd werd voor een tienwagentrein. De beide stations zijn de eerste van de noordelijke aftakking van de rode route en waren gepland als verbinding van de Roslagsbanan met het centrum.   
Het station werd in 1973, samen met het station Tekniska högskolan, bekroond met de "Kaspar Salinprijs", de Zweedse architectuurprijs. De bij deze stations voor het eerst toegepaste kunstmatige grotten zijn bij later gebouwde stations, met name op lijn T10 en lijn T11, veelvuldig gebruikt. 

## Fotogalerij

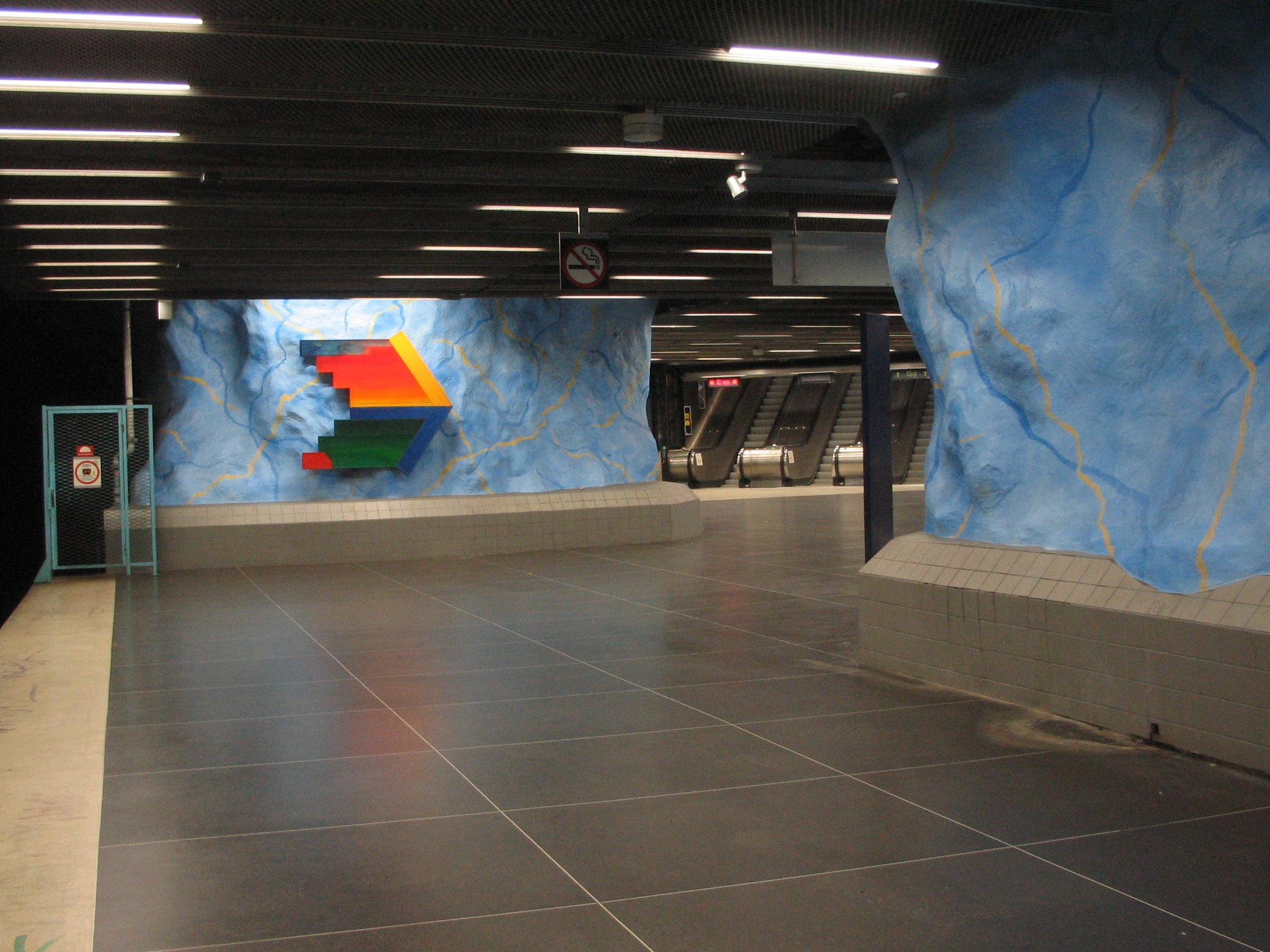
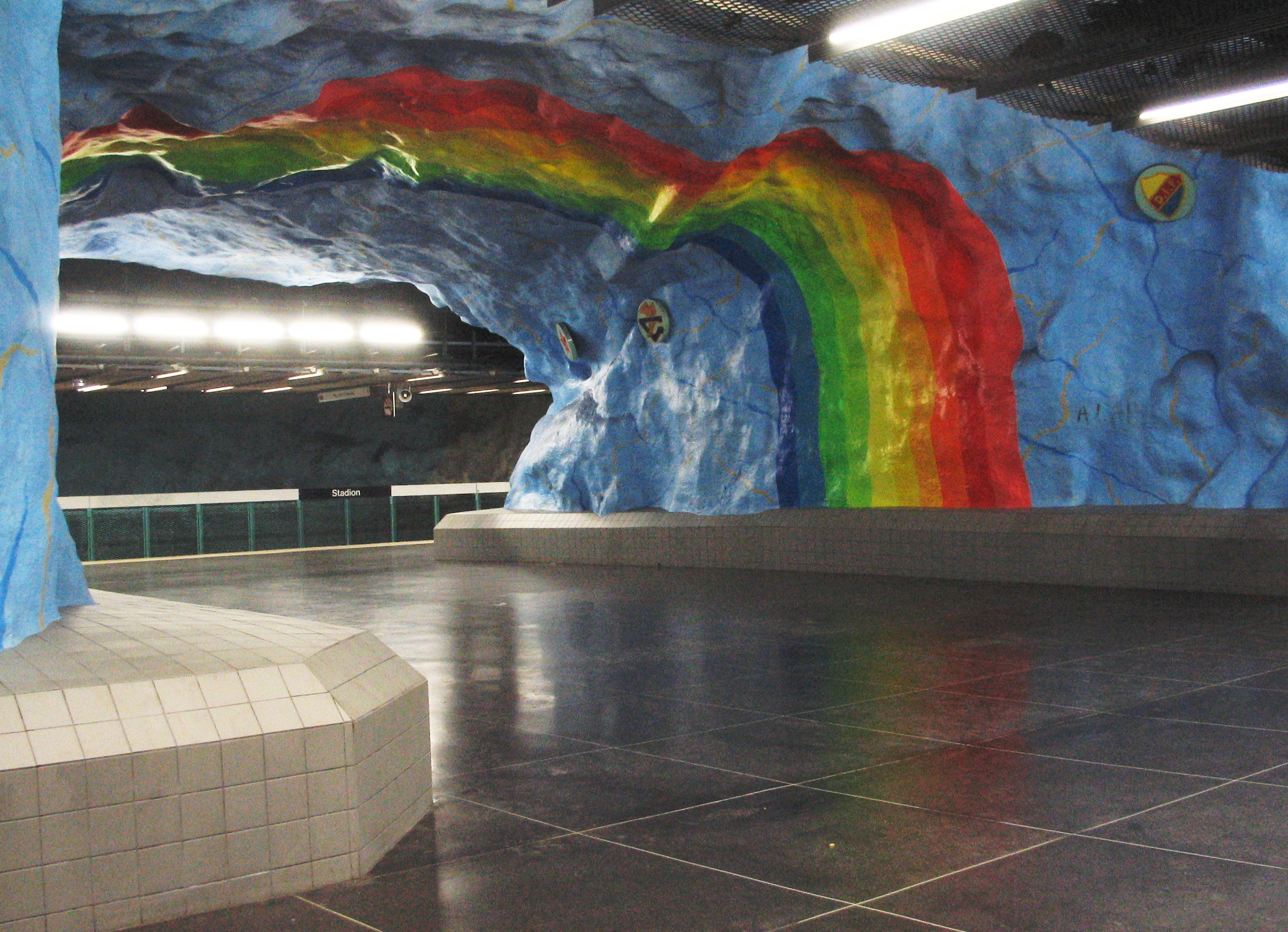
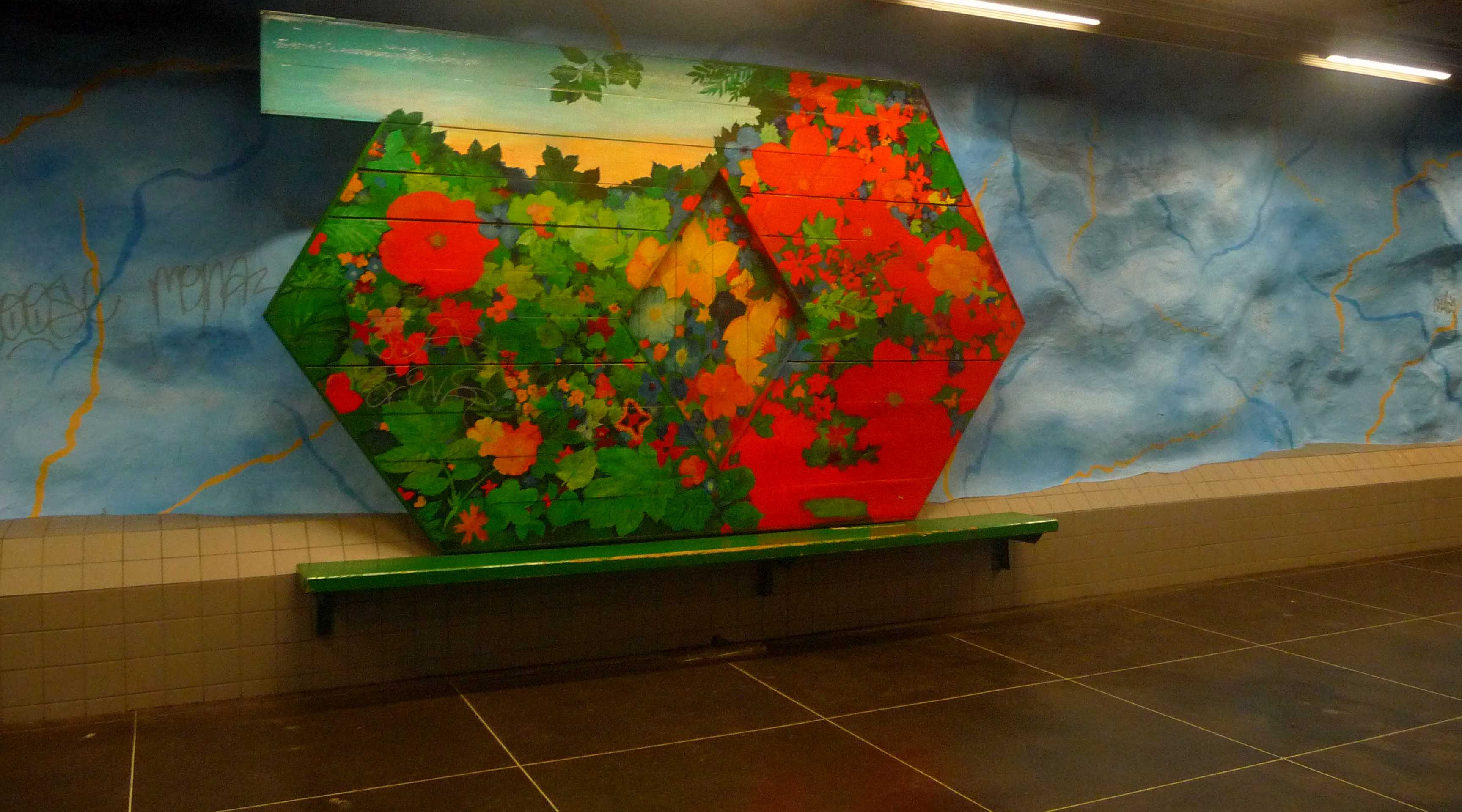

Fruängen·
Västertorp·
Hägerstensåsen·
Telefonplan ·
Midsommarkransen ·
Liljeholmen ·
Hornstull ·
Zinkensdamm ·
Mariatorget ·
Slussen ·
Gamla Stan ·
T-Centralen ·
Östermalmstorg ·
Stadion ·
Tekniska högskolan ·
Universitetet ·
Bergshamra ·
Danderyds sjukhus ·
Mörby centrum